# Прив'язка до постачальника
Прив'язка до постачальника (англ. vendor lock-in, proprietary lock-in, customer lock-in, «бар'єр для зміни постачальника») — бізнес-модель, у якій встановлюється залежність споживача від продуктів та послуг одного постачальника, свідомо створюються ускладнення для зміни постачальника через високі витрати на перехід.
Постачальники зацікавлені навмисно створювати замикання для захоплення великої частки ринку, що іноді призводить до появи монополії та «стандартів де-факто».

## Сумісність
Як природне, так і навмисне замикання може виникнути внаслідок появи несумісних з іншими «стандартів де-факто», забезпечувати сумісність із якими для конкурентів виявляється дорого, важко чи неможливо з ліцензійних причин.
- Дорого — через відсутність конструктивної сумісності деталей, що масово виробляються.
- Складно — через недокументовані формати, які використовує власницьке програмне забезпеченн.
- Незаконно — через патенти, комерційну таємницю, DRM, ліцензії, що прямо забороняють використання продукту в конкурентних середовищах (приклад — деякі ліцензії Microsoft shared source дозволяють розробку похідних продуктів тільки для Microsoft Windows[1][2]).
- Навіть за відсутності (зняття) правових обмежень та таємниць забезпечення сумісності зі «стандартом де-факто» може не мати ніякої іншої користі.

Іноді компанії додають до відкритих стандартів власні розширення (як корисні, так і непотрібні або такі, що дублюють наявні), не розкриваючи їх або патентуючи. Таку тактику називають Embrace, Extend, and Extinguish («Підтримати, надбудувати та знищити»).

## Приклади замикання

### ICQ
AOL іноді змінювала протокол ICQ в несумісний спосіб, що ускладнювало використання неофіційних клієнтів, таких як Miranda та інші. Офіційний клієнт існує тільки для Microsoft Windows і Mac OS X. Бета-версія для операційних систем Linux з'явилася лише у травні 2011 року, а ICQ-клієнт для телефонів та інших пристроїв з підтримкою J2ME випущено лише 2010 року.

### Sony Memory Stick
Практично всі мобільні пристрої використовують карти пам'яті стандарту SD, miniSD та microSD. Однак пристрої Sony використовують флеш-пам'ять стандарту Memory Stick, значна частина пристроїв Sony не підтримує пам'яті інших типів. Таким чином, купивши пристрій фірми Sony, покупець змушений докуповувати до нього карти пам'яті, які в середньому в півтора-два рази дорожчі за SD і до того ж у більшості випадків не можуть бути використані зі вже наявним обладнанням.
Для подолання залежності від постачальника сторонні виробники створили адаптери з SD в Memory Stick. Наприклад, для PSP існує недорогий адаптер, виконаний у корпусі стандартної Memory Stick, що дозволяє одночасно використовувати дві карти MicroSD і таким чином отримувати обсяг 64 ГБ.

### Файлові системи
Файлові системи сімейства FAT компанії Microsoft — стандарт або стандарт де-факто для багатьох носіїв інформації, які мають бути доступні за допомогою кількох операційних систем (ОС), за винятком оптичних дисків. Повноцінна чи значна підтримка FAT існує в більшості ОС, на відміну від інших файлових систем, підтримуваних Microsoft Windows — найпоширенішими ОС для ПК — крім файлової системи UDF. Багато компактних мобільних пристроїв на кшталт фотоапаратів підтримують лише FAT16 або FAT32. Стандарт карток Secure Digital SD використовує FAT12 і FAT16, а SDHC — FAT32.
Хоча такі носії можна використовувати з кращими файловими системами, часто типово використовується FAT, і їй можуть надати перевагу для сумісності з пристроями, що підтримують (зокрема, через стандарти SD) тільки її[джерело?].
Стандартна файлова система для карт SDXC — exFAT. Розроблена спеціально для флеш-накопичувачів, вона перевершує FAT за технічними характеристиками, але документація для її реалізації була доступна лише за згодою з Microsoft, протягом тривалого часу підтримка exFAT в ОС на ядрі Linux була обмеженою. Однак у червні 2013 року стався витік сирцевого коду драйвера exFAT, розробленого та застосовуваного компанією Samsung у своїх мобільних пристроях. Згодом встановлено факт наявності в ньому коду з ядра Linux, і в серпні 2013 року компанія була змушена відкрити сирцевий код драйвера під ліцензією GPL v2.
Крім того, Microsoft володіє патентами, пов'язаними з exFAT та деякими елементами FAT, і вимагає відрахувань за підтримку файлових систем.

### Фотоапарати
У фотоапаратах є всього три відкриті стандарти для аксесуарів: штативний гвинт діаметром ¼ дюйма, гарячий черевик і різьба M42. Але останні два стандарти обмежені в можливостях — у них немає керування діафрагмою, фокусуванням та ведучим числом фотоспалаху. Тому різні виробники роблять власні формати об'єктивів, спалахів та пультів дистанційного спуску, і при зміні виробника доводиться змінювати всі аксесуари (хіба що крім штатива).
Існують всілякі перехідники для об'єктивів, які коштують досить дешево — набагато менше, ніж хороший об'єктив. Вони широко використовуються для кріплення об'єктивів «доцифрової» ери на сучасні фотоапарати — фокусування або автоматика діафрагми на них часто працює з обмеженнями.

### Microsoft

#### Microsoft Office
Текстовий процесор Microsoft Word і табличний процесор Microsoft Excel, що входять до пакунка Microsoft Office, протягом багатьох років типово зберігали документи у форматі, опис якого можна було отримати тільки за гроші та підписку про нерозголошення, що перешкоджало реалізації якісної підтримки цього формату в конкурентних програмах. Пізніше умови доступу до опису змінилися, але постало питання про те, чи підходять вони для вільного ПЗ, яке не приймає патентних обмежень. Ці нові умови також поширюються на новий формат, заснований на попередніх — зроблений стандартом ISO та Ecma невдовзі після ухвалення ISO та OASIS менш спірного за своєю відкритістю аналога.
Microsoft надає програму Microsoft Office Word Viewer (для Windows), яка дозволяє переглядати файли у форматах Word. За допомогою Microsoft Office Word Viewer 2003 можна лише переглядати та друкувати документи.
Після 10 років Microsoft Office Word 2007 Service Pack 2 забезпечує неповну підтримку відкритого формату .odf, а в OpenOffice.org реалізовано обмежену підтримку формату .docx, «рідного» для Microsoft Word 2007.

#### Skype
Протокол Skype закритий, що веде до майже повної неможливості розробки неофіційних клієнтів.
Із протоколом Skype прив'язка до постачальника реалізовувалась двічі: спочатку закритий протокол Skype був власністю компанії Skype, що повністю виключало розробку альтернативних клієнтів, потім Skype купила компанія Microsoft, яка в рамках стратегії Embrace, Extend, and Extinguish спочатку запропонувала свій, менш зручний, клієнт, а потім відключила сервери автентифікації старих клієнтів, попри те, що вони самі по собі досі повністю функціональні і містять все, що потрібно для майже децентралізованого зв'язку.
На довершення Microsoft централізував Skype-зв'язок. Всі повідомлення проходять через сервери Microsoft, а не передаються безпосередньо від клієнта до клієнта.

### Стиснення даних із втратами
Дані, стиснуті з утратами, може бути невигідно перетворювати в інший формат: це призведе або до збільшення їх розміру, або до подальших втрат. Доводиться зберігати сумісність із використаним для стиснення даних форматом при тому, що декодування з цього формату (як у різних форматів MPEG) або розповсюдження даних у ньому (як щонайменше планувалося для H.264) може оподатковуватись патентними відрахуваннями.